# Ramon Dekkers
Ramon "El Diamante" Dekkers (4 de septiembre de 1969 – 27 de febrero de 2013) fue un luchador neerlandés de  kickboxing que además se consagró ocho veces campeón mundial de Muay Thai. La tendencia de Dekkers de pelear muy cerca de sus oponentes, lo convirtió en un favorito entre los fanáticos de las peleas.

## Biografía

### Primeros años
Empezó a aprender artes marciales a las 12 años, estudiando judo por unos pocos meses, luego cambió a box. Después de medio año, Dekkers comenzó a practicar Muay Thai con el instructor Cor Hemmers. En seguida de terminar su educación como panadero, Dekkers se unió al gimnasio Maeng Ho Breda. Durante sus primeros días de entrenamiento su madre iba al gimnasio cada día y eventualmente ella y Hemmers se enamoraron y se casaron.

### Reconocimiento
Con motivo del 85 aniversario del Rey de Tailandia, Dekkers recibió un premio de la Familia Real de Tailandia por sus servicios a este deporte. También fue nombrado embajador de todos los combatientes extranjeros en Tailandia. "Esto es muy importante para mí. Es el mayor reconocimiento que puedo conseguir de lo que he logrado en este deporte", dijo Dekkers, después de la presentación por la princesa tailandesa Ubolratana Rajakanya, la hija mayor de El rey Bhumibol Adulyade.

### Muerte
El 27 de febrero de 2013, Dekkers murió a la edad de 43 años, al parecer después de sentirse mareado mientras entrenaba en su ciudad natal Breda. Iba en su bicicleta cuando se desplomó repentinamente. Unos transeúntes lo socorrieron antes de que los servicios de emergencia llegaran e intentaran reanimarlo, sin éxito. Se informó de que un ataque al corazón fue la causa de la muerte. Cientos de miembros de la familia y amigos despidieron a Dekkers en su funeral en el cementerio de Zuylen. El cortejo fúnebre fue acompañado por decenas de miembros del Moto Club de Satudarah, mientras sobrevolaba por la ciudad un avión con una pancarta que decía "El Diamante por siempre, descanse en paz". iq

### Gimnasio
http://hemmersgym.nl/en/ramon-dekkers